# Nogaj
Nogaj, Nokaj, znan tudi kot Kara Nogaj (Črni Nogaj) in Isa Nogaj je bil general in de facto vladar Zlate horde, * ni znano, † 1299/1300.
Bil je Džingiskanov prapravnuk. Njegov stari oče je bil Teval kan, sedmi sin Džingiskanovega sina Džočija. 
Čeprav ni uradno nikoli samostojno vladal Zlati hordi, je bil dejansko sovladar vseh kanov, ki so bili takrat na oblasti. Imel je neomejeno oblast na delu ozemlja zahodno od Dnepra. Na višku moči je bil eden od najmočnejših mož v Evropi, zato so ga mnogi imeli za uradnega vladarja Zlate horde. Ruski kronisti so mu podelili naslov carja, frančiškanski misijonarji na Krimu pa so o njem govorili kot o sovladarju.

## Ime
Nogajevo ime se izgovarja Nogaj ali Nohaj in pomeni "pes". Ime ni jnujno imelo negativenga ali žaljivega prizvoka, ker je beseda "pes" lahko pomenila tudi fanta, moža ali ljudstvo. Džingiskan je svoje sposobne generale pogosto imenoval "psi vojne", se pravi "možje vojne". Zgodovinar J. J. Saunders trdi, da je ime Pes odvračalo pozornosti hudobnih duhov, katerih psi niso zanimali. Mongoli so volka včasih imenovali "stepski pes". 

## Mladost pod Batujem in Berkejem
Nogajev oče Tatar je bil Tervalov sin in Džočijev vnuk. Po očetovi smrti je verjetno upravljal apanažo svojega starega očeta. Po mongolski invaziji v Evropo je Batu kan pustil Nogaja s tumenom (10.000) vojakov v sedanji Moldaviji in Romuniji kot mejnega stražarja. Nogaj je bil, tako kot Orda kan in Batu kan, Berkejev nečak in je pod svojim stricem postal močan in ambiciozen vojskovodja. 
Nogaj in Berke sta okoli leta 1250 odšla v Mameluški sultanat, kjer sta se leta 1262/1263 spreobrnila v islam. Nogaj je dobil novo ime Isa Nogaj.

### Druga mongolska invazija na Poljsko
V svojih poznih letih je začel Berke vedno več odgovornosti prenašati na svojega obetavnega nečaka. Nogaj se je skupaj s Talabugo v bitki prvič izkazal pod slavnim mongolskim generalom Burundajem leta 1259/1260. V drugi veliki mongolski invaziji na Poljsko je bil drugi poveljujoči častnik. Izkazal se je predvsem pri plenjenju Sandomierza, Krakova in drugih mest.

## Vzpon na oblast v Zlati hordi in Evropi (1262–1266)

### Vojna z Ilkanatom
Nogajav oče Tatar je umrl v službi ilkanskega kana Huleguja, Nogaj pa je bil v vojni z Ilkanatom, ki se je začela leta 1262, na strani njegovega nasprotnika Berkeja. Dobil je pomemben položaj v vojski Zlate horde in poveljeval  30.000 možem.  Rašid Al-Din ga opisuje kot Berkejevega "vrhovnega poveljnika". Na začetku vojne je bil zadolžen  za vdiranje na ozemlje Ilkanata. Na območje Kavkaza je poslal več izvidnic,  ki so zvabile glavnino  Hulegujeve vojske proti severu. Ob reki Terek je padla v Nogajevo zasedo in bila po celodnevni bitki uničena. Preživeli so pobegnili v Azerbajdžan. Zmaga je tako okrepila Nogajev ugled, da je postal Berkejev zaupnik.
Vojna se je končala leta 1264, ko je bil z Berkejevim, Hulegujevim in Čagatajevim soglasjem za kagana izvoljen Kublajkan. Leta 1265 je ponovno izbruhnila. Nogaj je dobil nalogo, da napade Ilkanat, v katerem je vladal Hulegujev naslednik Abaka kan.  Napadel je Perzijo in izropal nekaj pokrajin in se nato pri Aksu spopadel z Abakovo vojsko. V bitki je bil poražen in izgubil oko. Abaka je preganjal njegovo vojsko preko Kura v upanju, da jo bo popolnoma uničil, ko je Nogaj dobil okrepitve, pa se je moral umakniti.

### Vojna z Bizantinskim cesarstvom
Leta 1265 je Nogaj z vojsko 20.000 mož preko Donave vdrl na bizantinsko ozemlje. Uničil je bizantinske vojaške posadke in opustošil mesta v Trakiji. Naslednje leto je cesar Mihael VIII. Paleolog želel z njim skleniti zavezništvo in dal Nogaju za ženo svojo hčerko Eufrozino Paleologino. zlati hordi je za počastitev zavezništva poslal  veliko dragocenih tkanin, sicer pa se je s Hordo pogajal z Nogajem in ne  z uradnim kanom. Nogaju je podaril bisere, dragulje, dragocena oblačila in dosegel, da se Nogaj nekaj časa ni več oblačil v živalske kože. Nogai ga je ob tem hudomušno vprašal, ali lahko dragulji in oblačila preprečijo strele, glavobol in krepijo dobro zdravje in zatem pohvalil praktičnost pasjih kož, ki so jih nosili njegovi vojaki.

## De facto vladar Zlate horde (1266-1294)
Berke je umrl okoli leta 1266. Nogaj kljub svojemu vplivu ni poskušal prevzeti oblasti v Zlati hordi, ampak se je odločil za služenje Mengu-Timur kanu. Kljub temu je uspel obdržati dejansko oblast na celem ozemlju zahodno od Dnepra. Vladal je Ukrajincem v  Galiciji-Voliniji, Osetom in delu Vlahov. Vodil je svojo zunanjo politiko, pošiljal odposlance v Mameluški sultanat, sklepal zavezniške poroke z Bizancem in Ilkanatom in napadal evropska kraljestva.
Leta 1282 je poslal svojemu tastu v Konstantinopel 4.000 mongolskih vojakov kot pomoč za zatiranje upora pod vodstvom Ivana I. Dukasa Tesalskega. Ker je Mihael medtem umrl, je njegov naslednik Adronik II. vojake uporabil v vojni s Srbijo.

### Pohodi v Bolgarijo in Bizantinsko cesarstvo
Leta 1271 in 1274 je Nogaj izvedel več pohodov proti Bolgariji in Bizantinskemu cesarstvu. Na prvem pohodu se je bizantinski cesar Mihael VIII. izognil neposredni bitki in Nogaju ponudil za ženo svojo hčerko. Leta 1277 je ljudsko gibanje v Bolgariji pod Ivajlovim vodstvom  dobilo dovolj podpore vojakov in plemstva, da je porazilo mongolsko vojsko, ki je vdrla na bolgarsko ozemlje. Leta 1278–79 je Nogai, vznemirjen zaradi vstaje, osebno vodil pohod v Bolgarijo, premagal Bolgare, opustošil državo in v Silistri oblegal Ivajla. Po treh mesecih se je umaknil. Ivajlo je medtem pobegnil iz obleganega mesta in v bitki pri Devini premagal Nogajeve zaveznike Bizantince. Leta 1280 je Ivajlo začel izgubljati podporo svojih privržencev, ki jih niso zanimale nenehne vojne z Bizantinci, spopadi z bolgarskim plemstvom in pohodi Mongolov. Bolgarsko plemstvo je po begu Ivana Asena III. v Bizantinsko cesarstvo za carja izvolilo Jurija I. Terterja. Ivajlo je z majhno skupino vojakov odšel prosit Nogaja, da mu pomaga priti na bolgarski prestol. Nogaj mu ni ustregel in ga ukazal usmrtiti.
Nogaj  je nameraval usmrtiti tudi pobeglega carja Ivana Asena III.  Usmrtitev je preprečila Nogajeva žena Eufrozina. Ivanu je dovolil beg v  Malo Azijo. Bolgarskega carja Jurija I. Terterja je prisilil v vazalstvo. Po Jurijevem begu v Konstantinopel, je Nogaj za novega bolgarskega carja menoval svojega tesnega zaveznika Smileca. Bolgarija je ostala vazal Zlate horde.

### Drugi pohod na Ogrsko
Ogrska je bila zaradi upora plemstva proti kralju Ladislavu IV.  in upora Kumanov zelo oslabljena.  Pozimi 1285 sta Nogaj in Talabuga sta sklenila izkoristiti njeno domnevno šibkost in z  znatno mongolsko in kumansko vojsko napadla Ogrsko, vendar sta bila poražena. 
Talabugova vojska je opustošila Transilvanijo in prodrla vse do Pešte. Velike   težave  ji je povzročala novozgrajena mreža utrdb, tako da ni uspela osvojiti nobenega iz kamna zidanega gradu ali trdnjave.  Ker se je zanašala ravno na oskrbovanje iz osvojenih mest, ji je začelo zmanjkovati zalog. V bitki z Ladislavovo vojsko pred Pešto je bila poražena. Na umiku je padla v zasedo Sekelijev  in izgubila večino moštva.
Nogaj je bil bolj uspešen. Na Ogrskem je ostal do pomladi in ohranil večino svoje vojske, čeprav je trpel zaradi resnih napadov lokalnih ogrskih vojsk, predvse Sekelijev, Sasov in Vlahov. Tudi on ni osvojil nobene pomembne utrdbe, z izjemo saškega gradu Ban Mikod. Njegovo vojska se ni nikoli spopadla z Ladislavovo, izgube pa so bile kljub temu dovolj velike, da se je predčasno umaknil. Na povratku je tudi njegova vojska padla v zasedo Sekelijev.
Pohod kot celota je bil resen poraz Zlate horde in eden od največjih Nogajevih porazov. Bil je njegov zadnji večji  pohod na Ogrsko, kateremu so sledili samo manjši vpadi čez mejo.

### Talabugov vzpon
Po vrnitvi s katastrofalnega pohoda na Ogrsko leta 1287 leta 1287 je našel  Tuda-Mengu kana v verski zamaknjenosti. Še isto leto je prestol prepustil svojemu nečaku Talabugi. Slednji se je želel izkazati kot sposoben vladar in ne Nogajeve marioneta.  Želel je nadoknaditi poraz na Ogrskem in takoj napadel Ilkanat in poskušal zasesti sporno ozemlje Azerbajdžana. Načrt mu je spodletel, sam pa se je diskreditiral. Nogaja so kljub porazu v Transilvaniji še vedno zelo spoštovali. Absoluten vladar zahodnega dela Horde je ostal tudi med kratko Talabugovo vladavino.

### Tretji pohod na Poljsko
Tretji pohod na Poljsko sta izpeljala Nogaj in Talabuga leta 1287/1288 in bila v bitki z združeno vojsko vzhodnoevropskih držav poražena.

### Pohod v Čerkezijo
Po neuspelem pohodu na Poljsko sta se Nogaj in Talabuga odpravila na pohod v Čerkezijo. Plenila sta in ubijala in očitno naletela na zelo šibek odpor, zgodnji sneg pa ju je prisilil na umik. Nogajeva vojska se je varno umaknila v zimovališče, Talabugova pa se je izgubila in zelo trpela. Talabuga je za polom okrivil Nogaja.

### Spor s Talabugo
Nogaj in Talabuga se nista nikoli razumela, njuni spori na pohodih na Poljsko in v Čerkezijo pa so bili po mnenju ruskega zgodovinarja Nikolaja Karamzina iz 19. stoletja glavni vzrok za velike izgube na obeh pohodih. Jeseni 1290 je Talabuga, misleč, da Nogaj kuje zaroto proti njemu, zbral vojsko za napad na svojega generala. Nogaj se je delal nevednega, čeprav je dobro poznal Talabugovo razpoložeje. Talabugovi materi je poslal pismo, v katerem ji je omenil, da ima za kana nasvet, ki mu ga lahko da samo on osebno. Mati je Talabugi svetovala, naj Nogaju zaupa  in  Talabuga je razpustil večino zbrane vojske in bil pripravljen sestati se z Nogajem. Po pisanju Rašida Al-Dina ga je Nogaj toplo sprejel in hlinil bolezen, da bi bil videti bolj nebogljen.
Nogai je prišel na srečanje v spremstvu večje skupine vojakov, Tokte in treh sinov Mengu-Timurja. Nogajevi vojaki so nato odšli in pripravili zasedo za Talabugo. Brez težav so ujeli njega in njegovo spremstvo in ga zadavili. Mlademu Tokti je Nogaj zatem natvezil, da si je brat prilastil prestol, njega pa so njegovi spremljevalci nameravali ubiti. Tokta je ukazal pobiti vse spremljevalce  in na začetku leta 1291 sam postal kan Zlate horde. Nogaj je za nagrado dobil dohodke krimskih trgovskih mest. Da bi utrdil oblast marionetnega kana, je Nogaj obglavil veliko mongolskih plemičev.

## Spor s Tokto in smrt (1294-1300)
Tokta se je izkazal za močnejšega vladarja kot sta bila Tuda Mengur ali Talabuga, zato se je kmalu zapletel z Nogajem v smrtonosno rivalstvo. Dobro sta sodelovala samo na pohodih proti upornim ruskim kneževinam. Toktov tast in žena sta ga pogosto opozarjala, da hoče biti Nogaj superioren, Nogaj pa je stalno zavračal Toktove zahteve, naj bo navzoč na njegovem dvoru. Razhajala sta se tudi v politiki do trgovinskih pravic genovskih in beneških mest na Krimu. Po dveh letih Toktovega vladanja je bilo njuno rivalstvo tolikšno, da se je Tokta odločil zbrati svoje privržence in začeti vojno proti Nogaju.

### Bitka na Nergijski ravnici
Tokta je v vzhodnih deli cesarstva, ki so bili pod njegovo oblastjo, uspel zbrati večjo, vendar manj izkušeno vojsko od Nogajeve. Marko Polo omenja, da je zbral dvajset  tumenov vojakov (200.000 mož). Število je najverjetneje pretirano. Oba kana sta se leta 1297 utaborila na ravnici Nergi, oddaljena deset milj drug od drugega. Sledila je cel dan trajajoča bitka, v kateri je zmagal Nogaj. Tokta je izgubil 60.000 mož, se pravi skoraj tretjino svoje vojske, njemu pa je uspelo pobegniti.

### Bitka pri Kagamliku
Tokta je nekaj let kasneje uspelo zbrati novo vojsko in se soočiti z Nogajem pri Kagamliku ob Dnepru, globoko na njegovem ozemlju. Leta 1299 ali 1300 je v bitki, ki je sledila, uspel premagati Nogaja. Nogajevi sinovi so s 1.000 konjeniki pobegnili z bojišča. Nogaja so na begu ujeli in ranili. Eden od Toktovih vojakov ga je ubil in njegovo glavo prinesel Tokti. Tokta ga je ukazal usmrtiti, ker ga je obglavil in ne zadavil, kot je bilo v navadi za mongolske kneze. Kmalu zatem so ujeli in usmrtili tudi Nogajeve sinove.
Nogaj kljub svoji moči in vojaškim izkušnjam ni nikoli poskušal zasesti prestola Zlate horde. Raje je deloval kot nekakšen postavljalec vladarjev. Služboval pod kar petimi kani: Berkejem, Mengu-Timurjem, Tuda-Mengujem, Talabugo in Tokto. Slednji se je izkazal najmočnejšega in zato postal Nogajev smrtni sovražnik. Četudi je bil Nogaj nesporen vladar zahodnega dela cesarstva, prestola ni mogel dobiti, ker je bila njegova stara mati priležnica. Druga teorija trdi, da prestola ni mogel zasesti, ker je bil brez enega očesa in zato nepopoln.

## Osebnost
Rašid Al-Din opisuje Nogaja kot sposobnega generala in zvijačnega politika. Raje kot s prestola je vladal iz ozadja.  Samozavestno je promoviral mongolski način življenja in bil ponosen na svoj rod. Njegova verska prepričanja so očitno sledila njegovim diplomatskim potrebam. Sprva je bil pobožen tengrist, kot večina prebivalcev Zlate horde, in ostal tak tudi po Berkejevi spreobrnitvi v islam. Leta 1271 se je med bivanjem v Egiptu tudi sam spreobrnil v islam, leta 1288 pa je ilanskemu kanu Argunu predstavil budistične relikvije.  Ena od njegovih žena, Jailak, je redno obiskovala frančiškanski samostan v Kirimu (Stari Krim) in se dala krstiti. Po Toktovem prihodu na prestol je Nogaj poročil svojo hčerko Kijat z budistom Jilakom, sinom plemenskega poglavarja Saldži’udaja. Kijat se je po poroki spreobrnila v islam, četudi je oče zagotovo ni vzgajal v islamskem duhu.

## Družina
Nogajeva prva žena je bila Čubei, druga pa Jailak (pred tem Eufrozina). Rašid Al-Din je Čubei opisal kot "bistro in sposobno" ženo. 
Nagaj je imel s Čubej sinova Džugeja in Tigeja. Z Jailak je imel sina Toreja in hčerko Kuijak. S tretjo ženo, Alako, je imel sina Čako, ki je kot bolgarski car vladal leta 1299 in 1300.